# Base de la Fuerza Área de Columbus
La base aérea de Columbus (IATA: CBM, OACI: KCBM, FAA LID: CBM) es una base de la Fuerza Aérea de los Estados Unidos situada a aproximadamente 9 millas (14,5 km) al norte de Columbus, en el estado de Misisipi. Debido a la población de la base, entre personal militar destinado, trabajadores civiles y familiares, es un lugar designado por el censo que en el año 2000 contaba con 2.060 habitantes.
La unidad permanente de Columbus es la XIV Ala de entrenamiento aéreo (14 FTW), asignada al Mando de Formación y Educación Aérea de la XIX Fuerza Aérea. La misión de la 14 FTW es proporcionar capacitación especializada de piloto pregrado para la fuerza aérea de los Estados Unidos y oficiales aliados.
La base fue establecida en 1941 con el nombre de Air Corps Advanced Flying School, Columbus, Mississippi. El comandante del ala asignado es el Coronel Barre Seguin.

## Información general

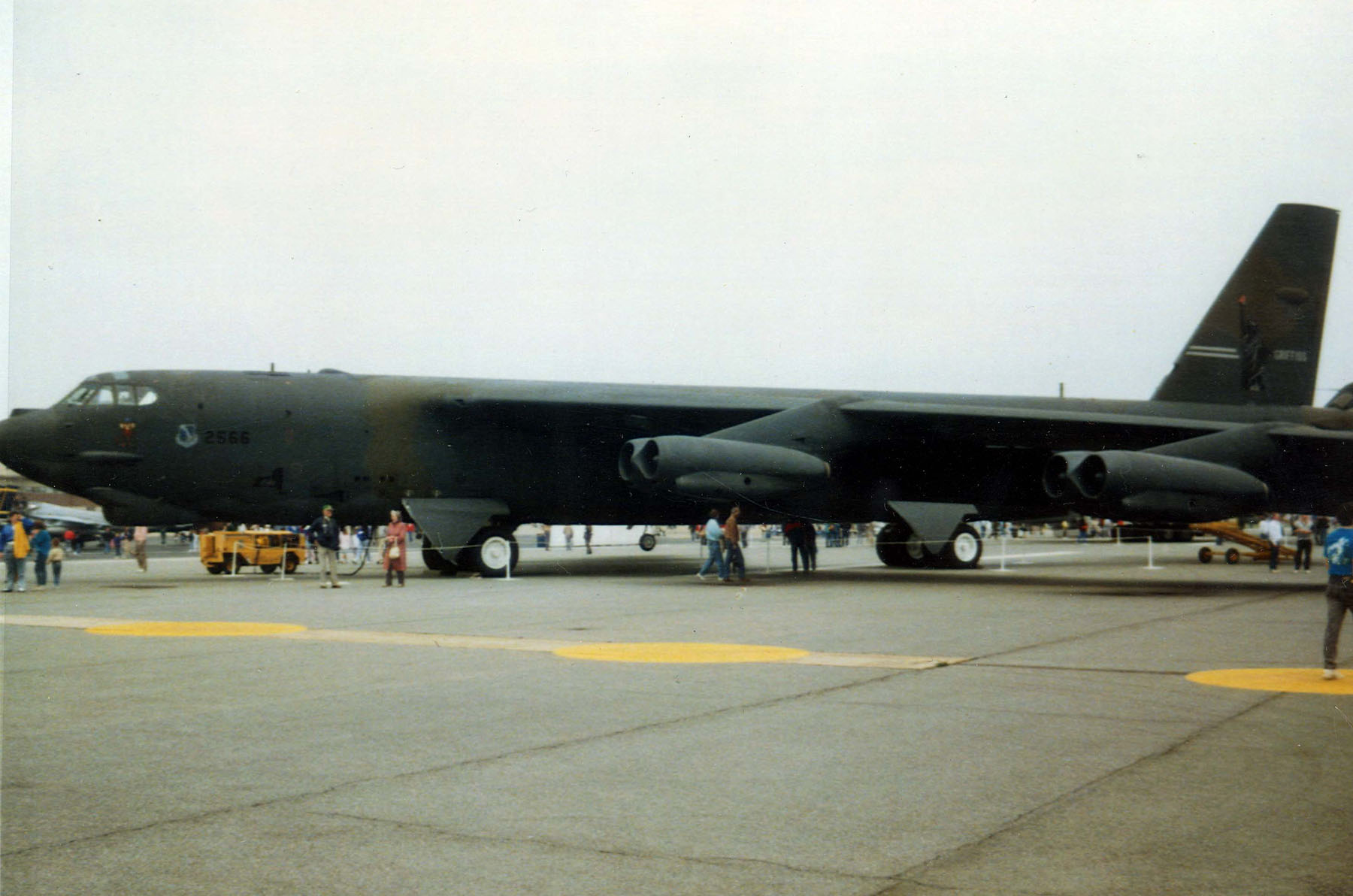
Boeing B-52G AF Serial n.º 60-61026

La base aérea de Columbus ha sido el lugar preferencial para la formación de pilotos de la fuerza aérea estadounidense desde la Segunda Guerra Mundial. La base fue cerrada después de la guerra y permaneció inactiva hasta 1951, cuando reabrió como escuela de aviación para entrenar a pilotos durante la guerra de Corea. Cuatro años más tarde, la base fue transferida del comando aéreo de la formación al mando aéreo estratégico. Columbus se convirtió en sede de un escuadrón de aviones cisterna KC-135 y un escuadrón de bombarderos B-52 en la década de 1950. En 1969, Columbus reanudó la misión para la que se creó originalmente, la formación de pilotos, y ha continuado haciéndolo durante los últimos 40 años.
Alrededor de la mitad de los pilotos de la fuerza aérea recibieron su formación básica y primaria de vuelo en la base aérea de Columbus. Columbus es la instalación de control de tráfico aéreo militar más activa del mundo.

## Demografía

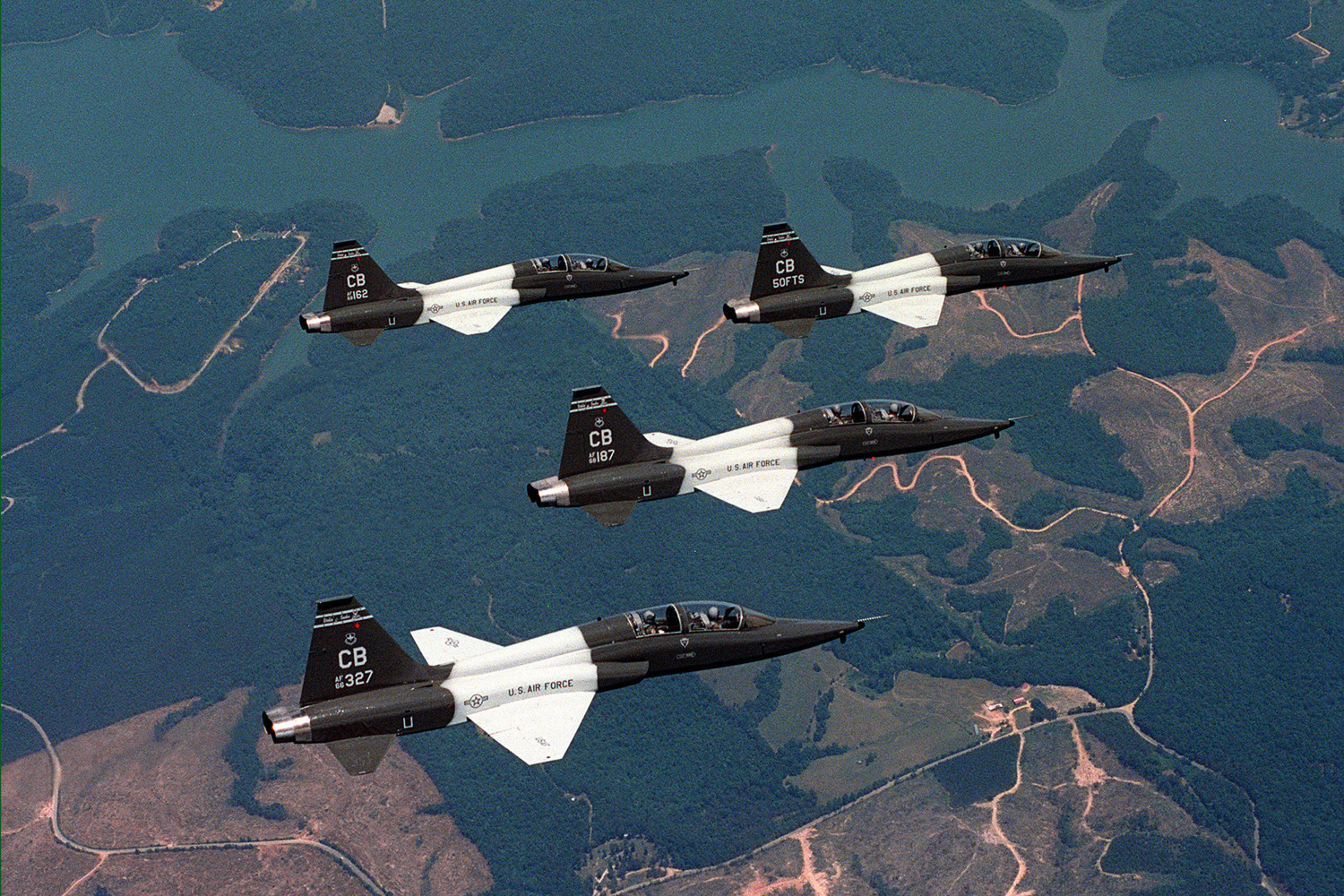
Formación de Northrop T-38C.

Según el censo de 2000, había 2060 personas, 570 hogares y 532 familias residiendo en la base. La densidad de población era de 113 hab./km². Había 642 viviendas con una densidad media de 35,2 viviendas/km². El 75,63% de los habitantes eran blancos, el 16,36% afroamericanos, el 0,73% amerindios, el 2,52% asiáticos, el 0,05 isleños del Pacífico, el 1,70% de otras razas y el 3,01% pertenecía a dos o más razas. El 4,85% de la población eran hispanos o latinos de cualquier raza.
Según el censo, de los 570 hogares en el 64,0% había menores de 18 años, el 85,8% pertenecía a parejas casadas, el 5,1% tenía a una mujer como cabeza de familia, y el 6,5% no eran familias. El 5,6% de los hogares estaba compuesto por un único individuo, y el 0,7% pertenecía a alguien mayor de 65 años viviendo solo. El tamaño promedio de los hogares era de 3,18 personas, y el de las familias de 3,27.
La población estaba distribuida en un 33,4% de habitantes menores de 18 años, un 21,8% entre 18 y 24 años, un 41,4% de 25 a 44, un 2,7% de 45 a 64, y un 0,7% de 65 años o mayores. La media de edad era 24 años. Por cada 100 mujeres había 126,1 hombres. Por cada 100 mujeres de 18 años o más, había 126,2 hombres.
Los ingresos medios por hogar en la base eran de 39,596 dólares ($), y los ingresos medios por familia eran 40.602 $. Los hombres tenían unos ingresos medios de 26.111 $ frente a los 20.481 $ para las mujeres. La renta per cápita para la ciudad era de 15.626 $. El 7,6% de la población y el 7,2% de las familias estaban por debajo del umbral de pobreza. El 6,5% de los menores de 18 años vivían por debajo del umbral de pobreza.

## Geografía
Según la Oficina del Censo de los Estados Unidos, la Base aérea de Columbus tiene un área total de 18,2 km², todos ellos correspondientes a tierra firme.